# تیپ ۱۲ قائم آل محمد

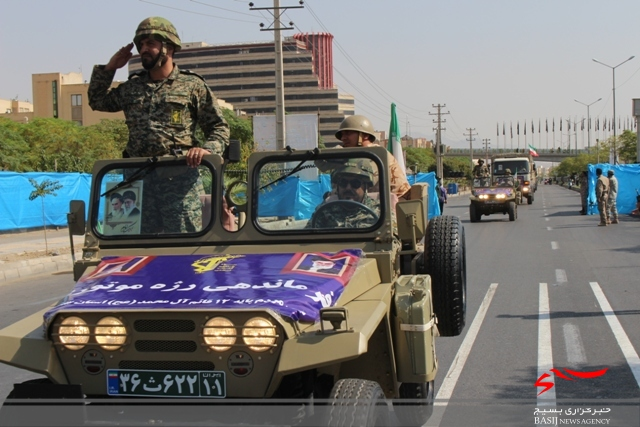
رژه ستون خودرویی تیپ ۱۲ قائم به‌مناسبت سالگرد جنگ ایران و عراق در سال ۱۳۹۸، سمنان

تیپ عملیاتی مردم‌پایهٔ ۱۲ قائم آل محمد یا به اختصار تیپ ۱۲ قائم آل محمد از تیپ‌های پیاده نیروی زمینی سپاه پاسداران انقلاب اسلامی است، که ستاد فرماندهی و پادگان آن در شهر سمنان مستقر می‌باشد. پیشینه شکل‌گیری این یگان به سال ۱۳۶۵ در خلال جنگ ایران و عراق بازمی‌گردد. هم‌اکنون سرتیپ‌دوم پاسدار جواد زراعی فرماندهی تیپ ۱۲ قائم‌آل‌محمد سمنان را برعهده دارد.